# Mogens Wieth
Mogens Wieth (Copenaghen, 16 settembre 1919 – Londra, 10 settembre 1962) è stato un attore danese.

## Biografia
Era figlio dell'attore Carlo Wieth. Apparve in ventisette film, in gran parte danesi, tra il 1940 e il 1962, ma divenne noto soprattutto per il ruolo del malvagio ambasciatore nel film cult L'uomo che sapeva troppo (1956) di Alfred Hitchcock. Morì nel 1962 a Londra.

## Filmografia parziale
- Drama på slottet, regia di Bodil Ipsen (1943)
- I racconti di Hoffmann (The Tales of Hoffmann), regia di Michael Powell e Emeric Pressburger (1951)
- L'uomo che sapeva troppo (The Man Who Knew Too Much), regia di Alfred Hitchcock (1956)